# Slinarji (glive)
Slinarji (znanstveno ime Gomphidius) so rod gliv iz družine slinark (Gomphidiaceae).

## Seznam slinarjev Slovenije[2]
- veliki slinar (Gomphidius glutinosus)
- pegasti slinar (Gomphidius maculatus)
- rožnati slinar (Gomphidius roseus)